# Кац, Зельман Менделевич
Зе́льман Ме́нделевич Кац (28 декабря 1911, Тупичев Городнянского уезда Черниговской губернии (ныне Городнянского района,Черниговской области, Украины) — 11 февраля (по другим данным — 9 октября) 2008, Нетания, Израиль) — советский поэт и журналист, фронтовой корреспондент.

## Биография
Родился в семье рабочего. Окончил семилетку и профтехшколу в Кременчуге. В 1930 году переехал в Харьков, работал слесарем на заводе «Серп и молот», посещал литературную студию в Доме украинских литераторов им. В. М. Эллана-Блакитного, писал стихи на идиш.
С 1933 — на журналистской работе. В 1939 году поступил в Литературный институт им. А. М. Горького, закончить который помешала война. Был слушателем семинара Павла Антокольского.
В годы войны — фронтовой корреспондент. В 1942 году в Сталинграде стал членом КПСС. В 1941—1945 гг., работая военным корреспондентом, печатал стихи, репортажи, очерки в дивизионной, армейской и фронтовой печати, в центральных газетах и журналах (в соавторстве с Матвеем Талалаевским под общим псевдонимом «Чайка»).
Умер Зельман Менделевич Кац в Израиле в феврале 2008 года.

## Творчество
В 1929 году в городской газете напечатал первые стихи. В 22 года стал автором первого сборника стихов.
З. Кац — автор тридцать сборников стихов и поэм, среди которых немало книжек для детей. Поэтические произведения Зельмана Каца посвящены боевым и трудовым подвигам советского народа, проникнуты гражданским пафосом. Кроме того, ему присуща изрядная лиричность.
В «Украинской литературной энциклопедии» в статье о поэзии Зельмана Каца дана высокая оценка его творчеству.
В советский период одно время слыл «антипатриотом, двурушником, попытавшимся защитить „безродных космополитов“» и сам за это угодившим в их число.

## Избранные произведения
- «Мимо осени» (1936),
- «Подростки» (1937),
- «Пылинка» (1938),
- «В наши годы» (1958),
- «Перекресток» (1961),
- «День забот» (1963),
- «Весеннее равноденствие» (1965),
- «Стремнина» (1966),
- «Голоса» (1968),
- «Добрый март» (1971),
- «Мимо осени» (1973 — второе, дополненное издание),
- «Листва» (1975),
- «Долгий перевал» (1978),
- «Времена» (1979),
- «Круг друзей» (1981),
- «Солнечная сторона» (1984),
- «Стихи» (1986);
- сборник очерков «Призвание» (1956);

сборники стихов и очерков, написанных совместно с М. Талалаевским:
- «Разведка боем» (1941),
- «Сталинградские стихи» (1943),
- «Легенда» (1946),
- «Солдат и знамя» (1947).

Книги для детей
- «Пылинках» (1938)
- «Где я учился» (1986)

Некоторые стихи Зельмана Каца положены на музыку. Наиболее известна песня «Над синим Доном».
«Над синим Доном»
Музыка Модеста Табачникова. Слова С. Каца и М. Талалаевского
Когда мы покидали свой родимый край

И молча уходили на восток,

Над синим Доном,

Под старым клёном

Маячил долго твой платок.

Я не расслышал слов твоих, любовь моя,

Но знал, что будешь ждать меня в тоске.

Не лист багряный, 

А наши раны 

Горели на речном песке. 

Изрытая снарядами, стонала степь,

Стоял над Сталинградом чёрный дым.

И долго-долго 

У самой Волги 

Мне снился Дон и ты над ним. 

Сквозь бури и метелицы пришёл февраль, 

Как праздник, завоёванный в бою. 

И вот мы снова

У стен Ростова, 

В отцовском дорогом краю!

Так здравствуй, поседевшая любовь моя!

Пусть кружится и падает снежок 

На берег Дона, 

На ветки клёна, 

На твой заплаканный платок.

Опять мы покидаем свой родимый край. 

Не на восток — на запад мы идём,

К днепровским кручам, 

К пескам сыпучим. 

Теперь и на Днепре наш дом.

1943

## Награды
- Орден Красной Звезды (08.10.1943)
- Орден Отечественной войны 2-й степени (06.04.1985)
- Медаль «За боевые заслуги»
- Медали